# Psaume 20 (19)

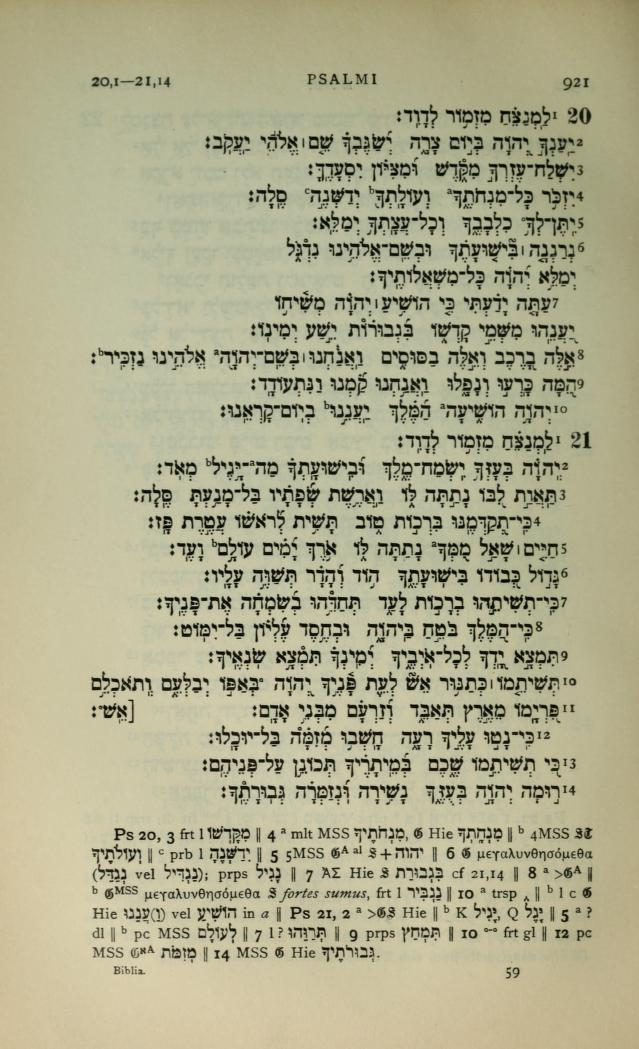
Psalms 20-21, Biblia Hebraica Kittel (1909)

Le psaume 20 (19 selon la numérotation grecque) est attribué à David. C'est une prière communautaire pour une personne mystérieuse dont l'identité apparaît progressivement.

## Texte
N.B. S’il y a conflit de numérotation des versets entre l’hébreu et le latin, c’est l’original hébreu qui prévaut et la traduction française le suit. Par contre, le latin ne se plie pas à la numérotation affichée. Les numéros de versets s'appliquent au texte latin, mais la traduction est décalée par endroits.
| verset | original hébreu                                                       | traduction française de Louis Segond                                                                                             | Vulgate latine |
| ------ | --------------------------------------------------------------------- | --- | --- |
| 1      | לַמְנַצֵּחַ, מִזְמוֹר לְדָוִד                                                     | [Au chef des chantres. Psaume de David.]                                                                                         | [in finem psalmus David] |
| 2      | יַעַנְךָ יְהוָה, בְּיוֹם צָרָה; יְשַׂגֶּבְךָ, שֵׁם אֱלֹהֵי יַעֲקֹב                              | Que l’Éternel t’exauce au jour de la détresse, que le nom du Dieu de Jacob te protège !                                          | Exaudiat te Dominus in die tribulationis protegat te nomen Dei Iacob                                                                                                 |
| 3      | יִשְׁלַח-עֶזְרְךָ מִקֹּדֶשׁ; וּמִצִּיּוֹן, יִסְעָדֶךָּ                                         | Que du sanctuaire il t’envoie du secours, que de Sion il te soutienne !                                                          | Mittat tibi auxilium de sancto et de Sion tueatur te |
| 4      | יִזְכֹּר כָּל-מִנְחֹתֶךָ; וְעוֹלָתְךָ יְדַשְּׁנֶה סֶלָה                                       | Qu’il se souvienne de toutes tes offrandes, et qu’il agrée tes holocaustes ! [Pause]                                             | memor sit omnis sacrificii tui et holocaustum tuum pingue fiat [diapsalma]                                                                                           |
| 5      | יִתֶּן-לְךָ כִלְבָבֶךָ; וְכָל-עֲצָתְךָ יְמַלֵּא                                           | Qu’il te donne ce que ton cœur désire, et qu’il accomplisse tous tes desseins !                                                  | Tribuat tibi secundum cor tuum et omne consilium tuum confirmet |
| 6      | נְרַנְּנָה, בִּישׁוּעָתֶךָ-- וּבְשֵׁם-אֱלֹהֵינוּ נִדְגֹּל;יְמַלֵּא יְהוָה, כָּל-מִשְׁאֲלוֹתֶיךָ              | Nous nous réjouirons de ton salut, nous lèverons l’étendard au nom de notre Dieu ; l’Éternel exaucera tous tes vœux.             | Laetabimur in salutari tuo et in nomine Dei nostri magnificabimur |
| 7      | עַתָּה יָדַעְתִּי-- כִּי הוֹשִׁיעַ יְהוָה, מְשִׁיחוֹ:יַעֲנֵהוּ, מִשְּׁמֵי קָדְשׁוֹ-- בִּגְבֻרוֹת, יֵשַׁע יְמִינוֹ | Je sais déjà que l’Éternel sauve son oint ; il l’exaucera des cieux, de sa sainte demeure, par le secours puissant de sa droite. | Impleat Dominus omnes petitiones tuas nunc cognovi quoniam salvum fecit Dominus christum suum exaudiet illum de caelo sancto suo in potentatibus salus dexterae eius |
| 8      | אֵלֶּה בָרֶכֶב, וְאֵלֶּה בַסּוּסִים;וַאֲנַחְנוּ, בְּשֵׁם-יְהוָה אֱלֹהֵינוּ נַזְכִּיר                   | Ceux-ci s’appuient sur leurs chars, ceux-là sur leurs chevaux ; nous, nous invoquons le nom de l’Éternel, notre Dieu.            | Hii in curribus et hii in equis nos autem in nomine Domini Dei nostri invocabimus                                                                                    |
| 9      | הֵמָּה, כָּרְעוּ וְנָפָלוּ; וַאֲנַחְנוּ קַּמְנוּ, וַנִּתְעוֹדָד                                 | Eux, ils plient, et ils tombent ; nous, nous tenons ferme, et restons debout.                                                    | Ipsi obligati sunt et ceciderunt nos vero surreximus et erecti sumus                                                                                                 |
| 10     | יְהוָה הוֹשִׁיעָה: הַמֶּלֶךְ, יַעֲנֵנוּ בְיוֹם-קָרְאֵנוּ                                   | Éternel, sauve le roi ! Qu’il nous exauce, quand nous l’invoquons !                                                              | Domine salvum fac regem et exaudi nos in die qua invocaverimus te |

## Structure et thème du psaume
Le psaume 20 est en deux parties. La première est une énumération de souhaits qui se charge de tension dramatique. Elle est adressée par la communauté, qui se révèle au verset 6. Ensuite commence la seconde partie, pleine de confiance en Dieu. On apprend que les souhaits s’appliquent à une personne qui est appelée l’oint et le roi. Ce messie va mener un combat contre un ennemi puissant, possédant chars et chevaux. Il est porté par toute la communauté qui l’invoque.

## Usages liturgiques

### Dans le judaïsme
Le psaume 20 est très utilisé dans le judaïsme. Il est récité dans sa totalité lors de la prière quotidienne, excepté le jour du shabbat et à certaines fêtes. Les versets 2 et 10 font partie du paragraphe d'ouverture du tahanoun long du mardi et du jeudi. Le verset 10 a une grande importance : on le retrouve aussi dans le V'hu rachum de la prière de Zemirot et c'est le verset final de Yehi kivod de zemirot. On le trouve encore dans la prière uva leztion, il sert à l'introduction de maariv, et il fait partie de havdalah. Enfin, le psaume 20 est recommandé comme prière dans une situation oppressante.

### Dans le christianisme

#### Chez les catholiques
Ce psaume était réservé à l'office de prime du samedi, depuis vers 530 selon la règle de saint Benoît.
Dans la liturgie des Heures actuelle, le psaume 20 est récité ou chanté aux vêpres du mardi de la première semaine.
Lully a mis musique ce psaume dans un Grand motet.

## Mise en musique
Ce psaume fut donné sa musique en 1688 par Michel-Richard de Lalande, en tant que grand motet (S.36). Malheureusement, cette œuvre fut perdue. André Campra a également composé un grand motet sur ce psaume. Marc-Antoine Charpentier a composé vers 1670 un  "Exaudiat te Dominus", H.162 pour solistes, double chœur, double orchestre (flûtes et cordes), et basse continue, puis vers 1675 sur ce même texte une Prière pour le Roi  H.165 pour 3 voix, 2 dessus instrumentaux, et basse continue.  Au début des années 1680, il compose à nouveau un Exaudiat pour le roi à 4, H.180, ( H.180 a, H.180 b, début 1690), pour solistes, chœur, et basse continue. Henry Desmarest a composé un grand motet Exaudiat te Dominus. Le motet de Robert White à 7 voix aussi est l'un des chefs-d'œuvre de ce compositeur.